# سارا فانلی
سارا فانلی (به ایتالیایی: Sara Fanelli)، متولد سال ۱۹۶۹ میلادی، هنرمند و تصویرگر انگلیسی ایتالیایی-تبار است که بیشتر به خاطر نقاشی در کتاب‌های کودکان شناخته می‌شود.

## دوران کودکی و نوجوانی
سارا فانلی، در فلورانس ایتالیا، به دنیا آمد. مدتی بعد، وی به لندن رفت تا در کالج هنر کمبرول درس بخواند و سپس، در سال ۱۹۹۵، از کالج سلطنتی هنر فارغ‌التحصیل شد.

## زندگی حرفه‌ای، افتخارات و جایزه‌ها
وی اوقاتش را بین تصویرگری، کتاب‌ها و پروژه‌های شخصی تقسیم می‌کند. وی چند کتاب کودک نوشته است که به چند زبان مختلف چاپ شده و برای آن کتاب‌ها و سایر تصویرگری‌ها، تقدیرنامه‌ها و جایزه‌های بین‌المللی به دست آورده است. علاوه بر آنها، دو بار برندهٔ جایزهٔ تصویرگری موزهٔ ویکتوریا و آلبرت در لندن بوده و همچنین از D&AD که در زمینهٔ طراحی گرافیک و تبلیغات فعالیت می‌کند؛ سه بار مدال نقره برای تمبر پستی در سال ۲۰۰۰، طراحی پوستر در سال ۲۰۰۳، و برای کتابش «بعضی وقتها من فکر می‌کنم؛ بعضی وقتها من هستم.» در سال ۲۰۰۸ گرفته‌است. از سال ۲۰۰۰ عضو انجمن بین‌المللی گرافیک AGI بوده و در سال ۲۰۰۶، اولین زنی بود که در انجمن هنرمندان سلطنتی صنعت در انگلیس، در زمینهٔ تصویرگری جایزه به دست آورد و یکی از ۲۰۰ نفری شد که (از سال ۱۹۳۹ سال تأسیس انجمن تا کنون) دارای مدال عضویت افتخاری این انجمن هستند. قابل به ذکر هست که این انجمن به صورت خیلی انحصاری و تحت شدیدترین شرایط، مدال عضویت به هنرمندان اهدا می‌کند.
در سال ۲۰۰۶، سارا فانلی توسط کمیسیون «modern tate» انتخاب شد تا برای آن‌ها چهار ورودی گالری کلکسیون دائمی و اثر هنری چهل متری «خط زمانی طولانی هنرمندان در قرن بیستم» طراحی کند. این اثر هنری در شمارهٔ دوم مجلهٔ استودیو معماری و شهرسازی آوریل ۲۰۱۲ به چاپ رسید.
«کتاب نقشهٔ من»، یکی از کارهای سارا فانلی، به‌طور وسیعی در مقیاس دو به یک در کتابخانه‌های وردکت نگهداری می‌شود. این کتاب تصویری با یک نقشهٔ تا خورده در یک جیب در سال ۱۹۹۵، توسط انتشارات ABC Books چاپ شد. سپس توسط انتشارات هارپرکالینز و بعدها در انتشارات واکر به چاپ مجدد رسید. کتاب مذکور در کنفرانس سالانهٔ انجمن ادبی کودکان ژوئن ۲۰۱۴ به عنوان برندهٔ جایزهٔ کتاب کودک ققنوس سال بعد اعلام شد؛ و این در حالی هست که کنفرانس تشخیص داده بود که این بهترین کتاب تصویری کودک {به ناحق} در ۲۰ سال گذشته، هیچ جایزه‌ای نبرده بوده‌است؛ و دلیلش برای انتخاب این کتاب اینچنین بود: «کتابها فقط برای کیفیت تصویرگری هایشان انتخاب نمی‌شوند، بلکه برای روشی انتخاب می‌شوند که در آن روش، نوشته و تصویر با هم همکاری می‌کنند.»